# Dynamine isolda
Dynamine isolda är en fjärilsart som beskrevs av Hall 1919. Dynamine isolda ingår i släktet Dynamine och familjen praktfjärilar. Inga underarter finns listade i Catalogue of Life.